# Teresa Lubińska

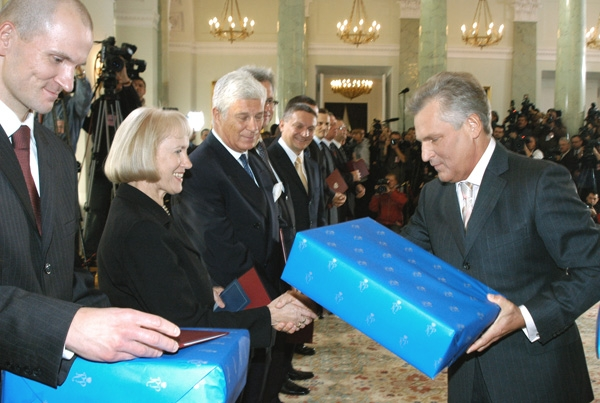
Teresa Lubińska podczas wręczania nominacji

Teresa Krystyna Lubińska (ur. 17 września 1952 w Księginicach) – polska ekonomistka, profesor nauk ekonomicznych, polityk, w latach 2005–2006 minister finansów, w latach 2006–2007 sekretarz stanu w Kancelarii Prezesa Rady Ministrów.

## Życiorys

### Działalność zawodowa i naukowa
Ukończyła studia na Wydziale Inżynieryjno-Ekonomicznym Transportu Politechniki Szczecińskiej. W 1980 uzyskała stopień naukowy doktora, a w 1992 stopień doktora habilitowanego nauk ekonomicznych. W 2012 otrzymała tytuł naukowy profesora nauk ekonomicznych.
Była prodziekanem ds. studenckich, a od 1996 do 2002 dziekanem Wydziału Nauk Ekonomicznych i Zarządzania Uniwersytetu Szczecińskiego. Do 2005 sprawowała funkcję kierownika Katedry Finansów na Wydziale Nauk Ekonomicznych i Zarządzania. Jest profesorem US oraz Państwowej Wyższej Szkoły Zawodowej w Wałczu.
Odbyła szereg staży na zagranicznych uczelniach. Opublikowała około stu pięćdziesięciu prac  naukowych z zakresu ekonomii, specjalizuje się w zakresie finansów publicznych i finansów samorządu terytorialnego.

### Działalność polityczna
Do 2002 zasiadała we władzach regionalnych i krajowych Unii Wolności. W wyborach parlamentarnych w 2001 kandydowała bezskutecznie do Sejmu z listy tej partii w okręgu szczecińskim.
Od 2002 do 2005 pełniła funkcję radnej Szczecina; mandat uzyskała z ramienia komitetu wyborczego „Od Nowa”. W wyborach samorządowych w 2002 kandydowała również na prezydenta Szczecina. Zajęła 3. miejsce, otrzymując 23 839 głosów (23,4%). Od października 2004 była członkinią Rady Makroekonomicznej przy ministrze finansów Mirosławie Gronickim.
31 października 2005 objęła stanowisko ministra finansów w rządzie Kazimierza Marcinkiewicza (który pod jej kierunkiem rozpoczął w latach 90. pisanie pracy doktorskiej dotyczącej finansowania oświaty). Po odwołaniu jej z tego stanowiska 7 stycznia 2006 została powołana na urząd sekretarza stanu w Kancelarii Prezesa Rady Ministrów. Funkcję tę pełniła do 26 listopada 2007.
W 2006 ponownie była kandydatką na prezydenta Szczecina w wyborach samorządowych, startując z ramienia Prawa i Sprawiedliwości. Także w tych wyborach zajęła 3. miejsce, otrzymując 31 211 głosów (22,9%). Jednocześnie uzyskała mandat radnej miasta, z którego zrezygnowała wkrótce po ogłoszeniu wyników wyborów. W drugiej turze poparła Piotra Krzystka z PO. Po wyborach wstąpiła do PiS, w październiku 2008 zrezygnowała z członkostwa w partii.

## Odznaczenia
- Złoty Krzyż Zasługi (2001)[6]
- Srebrny Krzyż Zasługi (1996)[7]

## Życie prywatne
Zamężna z genetykiem Janem Lubińskim, ma dwóch synów; starszy Jakub ukończył studia medyczne, młodszy Szymon został adwokatem.

## Publikacje
- Organizacja przetwarzania danych (współautor), 1986.
- Kształtowanie systemu informacyjnego przedsiębiorstwa, 1991.
- Kredytowanie sektora budżetowego i niefinansowego przez banki a wzrost gospodarczy (współautor), 2001.
- Budżet państwa i samorządów: decentralizacja, oświata: studium porównawcze (red.), 2005.
- Potencjał dochodowy samorządu w Polsce na tle zmian ustawy o dochodach jednostek samorządu terytorialnego (współautor), 2007.